# Tor Arneberg
Tor Arneberg   (Oslo, 4 de setembre de 1928 - comtat de Pinellas, 23 de setembre de 2015) va ser un regatista noruec que va guanyar una medalla olímpica. Era germà de les també regatistes olímpiques Else Christophersen i Vibeke Lunde.
El 1952 va prendre part en els Jocs Olímpics d'Estiu de Hèlsinki, on guanyà la medalla de plata en la categoria de 6 metres del programa de vela. A bord de l'Elisabeth X compartí equip amb Finn Ferner, Johan Ferner, Erik Heiberg i Carl Mortensen.
De jove també va ser un saltador d'esquí. Va estudiar als Estats Units al Dartmouth College i al Harvard Business School. Es casà el 1954 i el 1959 es traslladà a viure als Estats Units, on treballà a la Xerox.